# Dorothea Steigerwald
Dorothea Steigerwald (* 3. Januar 1918 in Duisburg-Rheinhausen; † 6. Februar 2014 in Marburg) war eine deutsche evangelische Diakonisse, Erzieherin und christliche Künstlerin, die durch ihre Tonskulpturen bekannt wurde.

## Leben und Wirken
Dorothea Steigerwald wurde als fünftes von sechs Kindern in Duisburg geboren. 1937 trat sie zusammen mit ihrer jüngeren Schwester Adelheid in die Schwesternschaft des Diakonissen-Mutterhauses „Hebron“ in Wehrda (Marburg) ein. Zwischen 1940 und 1941 absolvierte sie in Marburg eine Ausbildung zur Kindergärtnerin und von 1941 bis 1943 eine Krankenpflegeausbildung in Koblenz. Ab 1943 arbeitete sie im „Kinder- und Jugendheim Bethesda“ in Marburg und in den Kindergärten Braubach und Styrum (Mülheim an der Ruhr). Von 1961 bis 1967 leitete sie das Kinderheim „Emilienruhe“ in Bad Bergzabern und danach bis 1980 den evangelischen Kindergarten in Steinbach (Taunus). Dort gestaltete sie die Krippenfiguren sowohl der Steinbacher evangelischen als auch der katholischen Kirche.
1980 wurde Steigerwald von ihrem Dienst im Kindergarten freigestellt und bezog zunächst in Wehrda Räumlichkeiten als Wohnung und Atelier und ab 1985 im ehemaligen Kinderheim Bethesda in Marburg. Hier hatte sie die Möglichkeit, neben dem Gestalten von Plastiken auch Gruppen zu führen und auf Anfragen hin in Gemeinden zu gehen. Als ihre Sehkraft immer mehr nachließ und somit das Gestalten von Tonplastiken erschwerte, entschloss sie sich 2007, ins Mutterhaus Hebron umzuziehen. Dort gibt es eine ständige Ausstellung ihrer Werke.

## Werke
1945 erkannte Steigerwald, eigentlich eher zufällig, ihre künstlerische Begabung und beschäftigte sich in ihrer Freizeit mit der Bildhauerei. 1950 nahm sie zwei Semester an einem Volkshochschulkurs bei einer Bildhauerin in Mülheim/Ruhr teil. 1963 wurde sie von einer Mitschwester um eine Plastik für den Geburtstag der Oberin des Krankenhauses in Frankfurt gebeten. Es entstand die Tonplastik Bleib sein Kind, die ein in eine Hand geschmiegtes Kind darstellt und zu einem ihrer bekanntesten Werke zählt. Nach Angaben des Mutterhauses wurden davon über eine Million Repliken verkauft. Die Geborgenheit in Gottes Händen war ihr Hauptthema: „Ich will den Menschen ganz einfach sagen, dass da einer ist, der sie liebt“. Bei vielen Plastiken spielen auch die Hände, die Schutz und Geborgenheit bieten, eine große Rolle. 1965 entstand die Plastik Zuflucht, die ein Kind zeigt, das sich in zwei Händen geborgen weiß. Im selben Jahr veröffentlicht sie erstmals im Brendow Verlag Moers und ab 1967 entstand in systematischer Freizeitarbeit, neben der Leitung ihres Kindergartens, ein Großteil ihrer immer bekannter werdenden Arbeiten. 1993 wurde die ständige Ausstellung „Dorothea Steigerwald“ im Brendow Verlag eröffnet.
Autoren wie Gertrud Begas-Siemon, Marie Hüsing und Ruth Meineke wurden von ihren Figuren inspiriert und verfassten Wort-Gedanken zu Dorothea Steigerwald-Plastiken.
1989 wurde Steigerwald für ihr selbstloses Schaffen und ihren Einsatz für Kinder mit dem Bundesverdienstkreuz am Bande ausgezeichnet. Sie wurde auf dem Schwesternfriedhof „Waldesruh“ in Marburg-Wehrda begraben.

## Veröffentlichungen
- Ich wünsche dir Geborgenheit. Brendow Verlag, Moers 1999, ISBN 978-3-87067-781-7.
- Worte zum Gebet. Brendow Verlag, Moers 1992, ISBN 978-3-87067-342-0.
- Beschirmt. Brendow Verlag, Moers 2008, ISBN 978-3-86506-335-9.

Plastiken (Auswahl)
ab 1965 im Brendow Verlag erschienen:
- Hab keine Angst
- Bleib sein Kind
- Mutterliebe
- Getröstet
- Zuflucht
- Immer Geborgen
- Träumerin
- Mein Lichtblick
- Kleine Schlafmütze
- Lauser
- Ich spiel für dich
- Bücherfreunde
- Marburger Krippe – Krippenstall mit Figuren